# Tasiocera squiresi
Tasiocera squiresi là một loài ruồi trong họ Limoniidae. Chúng phân bố ở miền Tân bắc.